# Lomaziv, Moghilău
Lomaziv (în ucraineană Ломазів) este un sat în comuna Kukavka din raionul Moghilău, regiunea Vinnița, Ucraina.

## Demografie
Componența lingvistică a localității Lomaziv
     Ucraineană (98,34%)
     Rusă (1,33%)
     Alte limbi (0,33%)
Conform recensământului din 2001, majoritatea populației localității Lomaziv era vorbitoare de ucraineană (98,34%), existând în minoritate și vorbitori de rusă (1,33%).